# 占い

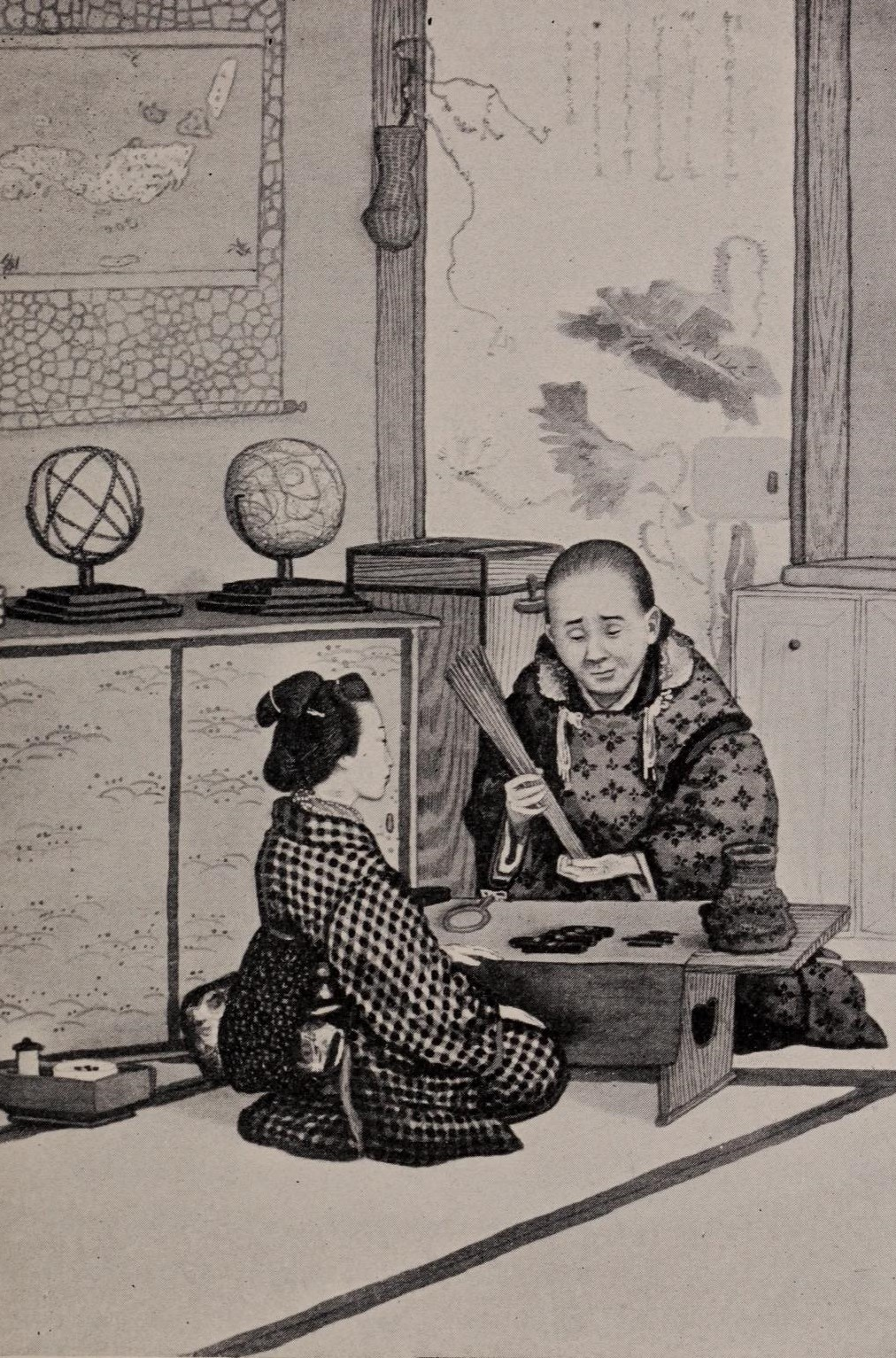
明治時代の占い師

占い（うらない）とは様々な方法で、人の心の内や運勢や未来など、直接観察することのできないものについて判断、予言することや、その方法をいう。卜占（ぼくせん）や占卜（せんぼく）ともいう。

## 概要

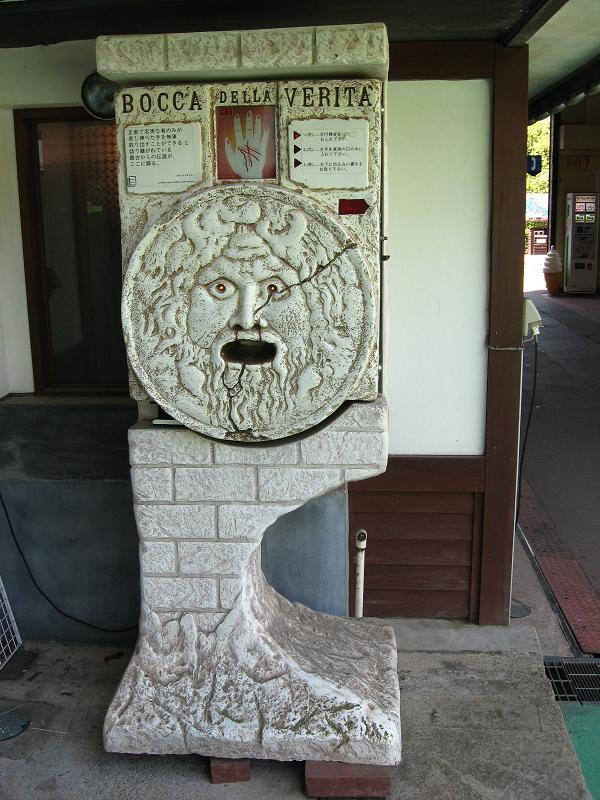
「真実の口」をモチーフにした業務用占い機。口の中に手を挿し入れる事で手相を占える。

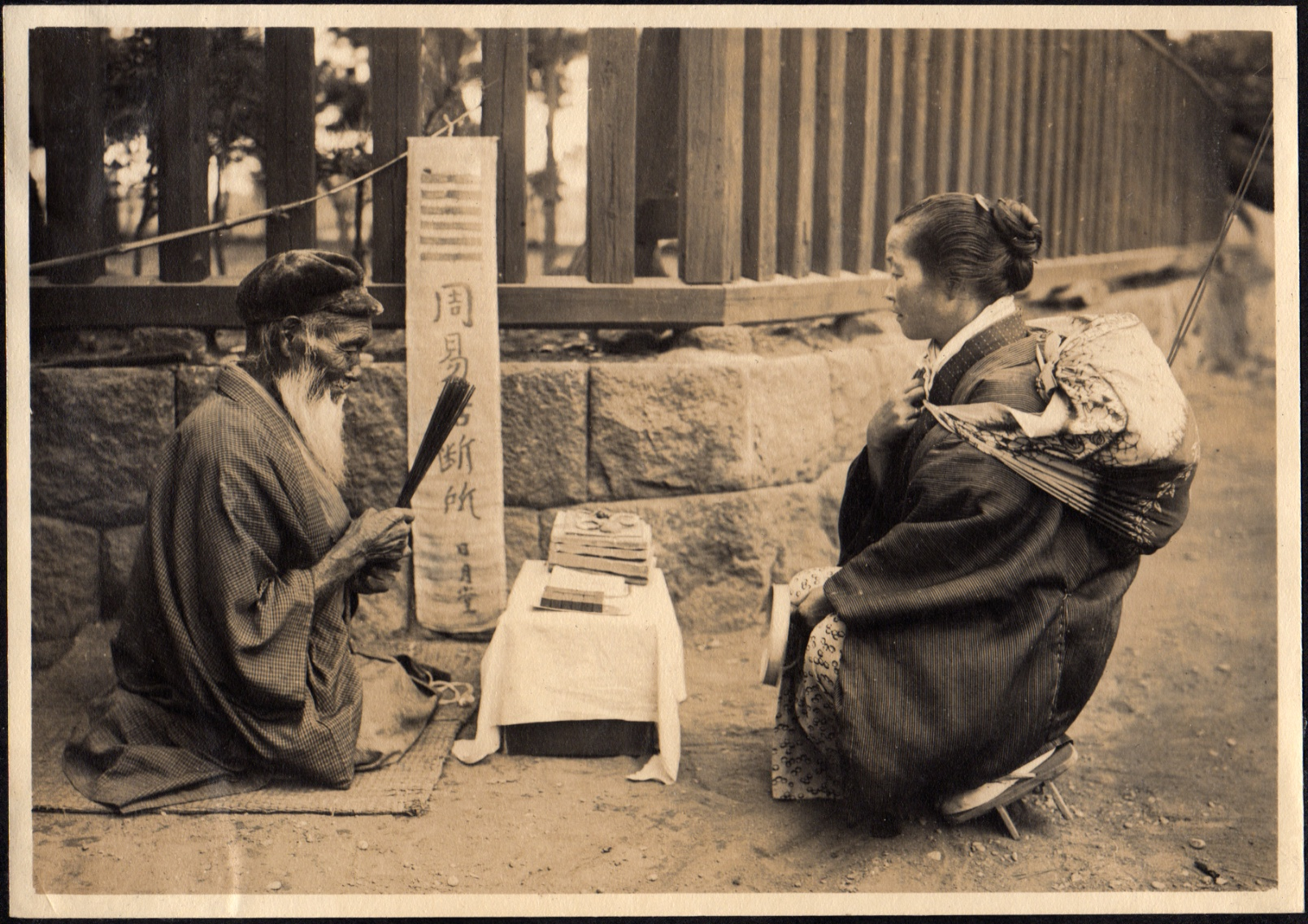
辻占い師。大正時代

占いを鑑定する人を、占い師、占い鑑定師、卜者（ぼくしゃ）、易者（えきしゃ）などと呼ぶ。また、場合によって、「手相家」、「気学家」、「人相家」などとも呼ばれる。客からは先生と呼ばれることが多い。また日本では、「当たるも八卦、当たらぬも八卦」と昔から言われているように、占いは他の業界と違い、必ずしも当たらなくても通用する面もあることから、占いを裏（外れ）が無いという意味で「裏無い」と軽蔑の意味を込めて書く場合もある。
占いの関係者の中には占いは「統計」によるものと説明する者もいるが、占いは独自の理論や個人の経験で構成されている面が強く、必ずしも統計や統計学、科学としての研究との関連があるとは言いがたい。
例えば占星術は古代においては天文学と関連したものであったが、天文学が自然科学として発展したため現在では学問的な裏付けが無い。またこれは風水においても同様で風水に地理の別名があるように、かつて地理は社会科学の地理学に相当する知識と地理による吉凶を占う地相術が渾然となったものであった。
実際、これまで占いには、統計学などの科学的要素が入っていると言う説が提示されたことはあるが、科学的な根拠があると認められたことはない。古代ギリシャや古代ローマで行われていた生贄の動物の肝臓の色を見ることや、中国で行われていた、熱した細い金属棒で動物の肩甲骨や亀の甲羅を焼く（亀甲獣骨文字を参照）行為に関しては、その占いに使われた動物の栄養状態が分かるため、都市建設と農作物の育成に関してだけはそれなりの根拠があった。時代が下るにつれて本来の目的以外の占いに用いられるようになり、また生贄を採取する場所も問わなくなってきたため、根拠が無くなっていった。しかし、現代においても、占いを信じる者は少なくないため、占いはしばしばビジネスとして扱われている。中には霊感商法などの悪徳商法に発展することもあるが、こうなると占い師が詐欺罪に問われることもある。
占いの提供のされ方としては従来より、雑誌や本の他に、占い師が直接占う対面鑑定、電話で鑑定する電話占い、チャットを利用したチャット鑑定等がある。インターネット業界の進展により、オンラインで占いコンテンツとして提供されるケースが多くなっている。
占いは、その信憑性が科学的には証明されていないが、不思議な効果を発揮したと見なされることがある。例えば昭和の易聖とよばれた加藤大岳は野球くじを占い、小額の購入の時は良く当てたという伝説が残っている。そのため占いが当っていようがいまいが、当たったように見せる機構があるのではないかという考えがある。その機構として想定されているのが、バーナム効果、コールド・リーディング、ホット・リーディングといったものである。
占いの中には、天空の星の配置などから市場の動向を読み取る事もある。

## 命・卜・相
占いは、大別すると命（めい）・卜（ぼく）・相（そう）の三種類に分かれ、占う者は目的に応じて占いを使い分け、組み合わせる。また命・卜・相に医、山(肉体的および精神的な鍛錬)を加えて「五術」ともいわれる。
「五術」や「命・卜・相」は、中国では一般的な言い方であるが、日本には、1967年頃台湾の張明澄（張耀文）が伝えたのが最初とされる。
実際、台湾の占い師の看板は、たいてい「命・卜・相」か「五術」のどちらかである。
張明澄によれば、中国の五術は記号類型化による経験則の集大成であり、科学とはいえないものの、霊感などのような反科学的な要素は含まないという。逆に、科学は時間に記号をつけて類型化するという発想はないし、観察した経験もないから、五術を否定する根拠を持てないという。
五術に医が含まれるのは、中国医学は五術の命などと全く同じ方法で、つまり記号類型によって成り立った伝統医学だからである。
五術というのは機能面からの分類だが、方法論的な分類としては六大課ともいわれ、太乙神数、奇門遁甲、六壬神課、河洛易数、星平会海、宿曜演禽、という六種の術数を、五術六大課という。

### 命（めい）

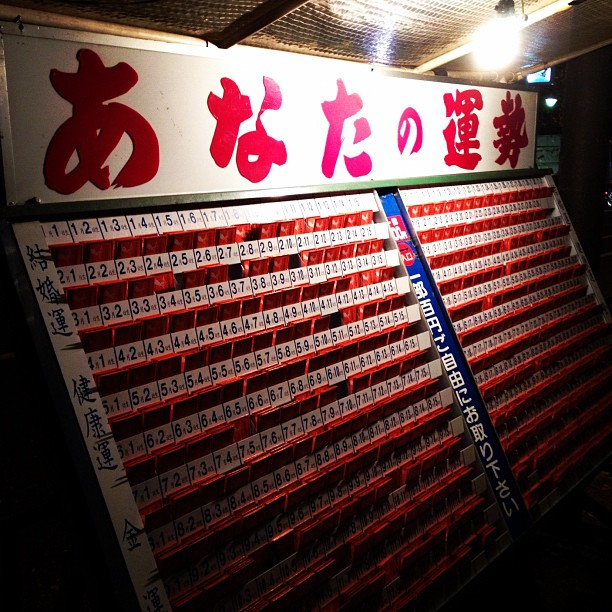
誕生日ごとの「あなたの運勢」

運命、宿命などを占うもの。誕生した生年月日・時間や、生まれた場所の要素も加えることによって、その人の生来の性質、傾向、人生の流れなどを占う。推命（すいめい）とも呼ばれる。
- 四柱推命（子平命理|八字）
- 紫微斗数（紫薇斗数ともいう）
- 河洛命理
- 星平会海（子平と七政星学を合わせたもの）
- 奇門命理
- 太乙命理
- 六壬命理
- 七政命理（中国占星術）
- 演禽命理
- 星座占い（西洋占星術を簡略化したもの）
  - 13星座占い
- 占星術
- 西洋占星術（ホロスコープ）
- 数秘術
- 九星気学
- 算命学
- 0学占い
- 六星占術（細木数子）
- 動物占い（四柱推命を簡略化したもの）
- 誕生日占い
- 属性占い
- 血液型占い

### 卜（ぼく）
人が関わりあう事柄（事件）を占うもの。何かを決断するときなどに使う事が多く、卜（ぼく）によってあることを定めることを卜定（ぼくじょう）と称される（斎宮#卜定参照）。時間、事象、方位など基本にして占う。占う事象を占いをする時期、出た内容などとシンクロニシティさせて（ある意味、偶然性や気運を利用して）観る。わかりやすい例として、 一輪の花を手にとって花びらを一枚一枚摘んで「好き・嫌い」を判断する恋愛占いや、えんぴつを転がして行う「えんぴつ野球」（ヒットの代わりに吉としたら…）などもその一種である。なお「卜」という漢字は、亀甲占い（亀卜）の割れ目を象った象形文字である。
- 周易
- 断易（五行易、卜易、鬼谷易）
- 梅花心易
- 六壬神課
- 奇門遁甲
- 太乙神数
- 皇極経世
- アウグル (鳥卜)
- ホラリー占星術

- 銭占（コイン占い）
- ルーン占い
- タロット占い
- 花札占い
- ジプシー占い
- カード占い
- ダイス占術
- 水晶占い（スクライング）
- ダウジング
- 六爻占術
- 御神籤（おみくじ）
- 阿弥陀籤（あみだくじ）
- 辻占い（辻占、つじうら）
- 花占い
- えんぴつ占い
- ジオマンシー
- ポエ占い
- うけい
  - 盟神探湯

### 相
姿や形など目に見える事象や環境から、対象となるの人への現在の影響や今後の運勢などをみる占い。
- 姓名判断
- 手相占い
- 人相占い
- 印相占い（印鑑占い）
- 名刺相占い
- 夢占い
- 風水
- ヴァーストゥ・シャーストラ
- 家相
- 墓相

## 占いと宗教との関係
増川宏一によれば、いわゆる「当てっこゲーム」は、嘗て神託を伝えるための儀礼であり、そのような呪具としての賽子等が、ありとあらゆる宗教で用いられたらしい。朝鮮には4世紀頃、「占いとしてのばくち」が取り入れられ、1910年に日本によって禁止されるまで、祭礼で巫女が賭場(増川によれば、さいころ賭博の可能性がある)を開き、自己の延長としての財産を賭けて占いを行ったらしい。また、いわゆる将棋やチェス等の盤上遊戯も、元来「天体の動きを真似て、将来を伺う」行為であったらしい。また、神社では「鳥居へ投石をして、乗るかどうかで」占う風習があったという。 旧約聖書のイザヤ書には、雲の形を読む卜者(2章6節、57章3節)、肝臓占い、あるいは口寄せによる占い師(8章)、星占いや夢説きをする占い者(3章2節、44章25節)が糾弾され、エゼキエル書21章26節では、バベルの王が、「矢をすばやく動かし、神の像に伺いを立て、肝臓を見て」占ったと書かれている

### アブラハムの宗教
占いは古代から行われてきたが、アブラハムの宗教ではこれを異教のものとして否定している。例えば旧約聖書では『民数記』18章9-14節、23章23節、『サムエル記』15章23節、『エレミヤ書』27章9節、新約聖書では『使徒行伝』16章16-19節、『クルアーン』では4章90節で邪悪な行いとして退けられている。これら三つの唯一神教は共通して占いを悪魔や悪霊のわざとしている。とはいえ中世のキリスト教圏、イスラム世界では占星術が行われていた。現代でもイスラム圏にはコーヒー占いが親しまれる地域があり、欧米でも各種占いが盛んである。信仰者の中にはこの状況を嫌う人も多く、占いがニューエイジ思想や心霊主義とともに非難の対象になることも少なくない。尚預言者は、エフォデと呼ばれる法衣の胸ポケットに入れた「ウリム（呪われた の意）」と「トンミム（完全な の意）」と呼ばれる石のくじを無作為に取って、どちらが出たかで神の啓示を得る，という方法を用いていた。サムエル記14章41節には、預言者サウルがそのように使う様が描かれている。使徒言行録1章26節の「くじ」もそれに類するものと考えられている。

### 仏教
『スッタニパータ』360節では占いを完全にやめた修行者は正しい遍歴をするようになる、と語られている。927節では『アタルヴァ・ヴェーダ』の呪法をはじめとする占いや術が、仏教の徒である以上やってはいけないこととして否定されている。
チベット仏教ではサイコロ占いが仏教の教えと矛盾しないものとして行われている。サイコロ占いの手引書を書いたラマも存在している。
『文殊師利菩薩及諸仙所説吉凶時日善悪宿曜経』という占星術を説く経典があり、これをもとにした宿曜道が空海によって日本に持ち込まれている。
『観無量寿経』には占いの結果によって親子が疑心暗鬼となり、一国が滅亡の危機にさらされる説話が含まれている。
浄土真宗では占いが無益な迷信として否定されている。

### 道教
未来を予知し、物事の可否や良し悪しを判断する卜占があり、方法は多種多様である。多様な方術を『漢書』「芸文志・数術略」の分類法においては天文、暦譜、五行、蓍亀、雑占、形法の6種類に分類される。
正統とされたのは卜筮で、殷代は亀甲占いによって国家の大事を謀り、周代は筮竹占いが流行し、漢代は現在の『易経』が完成したとされる。
雑占のうち、道教と関係が深かったのは杯珓（ポエとも）・籤・扶箕（扶乩・扶鸞とも）である。杯珓は廟とよばれる道士たちが修行する寺院などに常備されている占いの道具である。木や竹製の蛤型をしており、これを2つ同時に投げて裏表で吉凶を占う。籤は日本のおみくじに相当する占いの道具で、杯珓と同じく廟に常備されている。扶箕は木や弓や箕などに、長さがおよそ70センチほどの柳や桃の木の股になった枝の筆を吊るして、砂の入った盤の上に2人がそれぞれ枝分かれしている端を一方は右手で、もう一方は左手で支えながら立てると、神霊が筆に依りついてひとりでに動き神様の答えが書かれる。
実例として、幕末・明治に活躍した会津の易師中川万之丞の遺品に、陰陽道占術の簡易な『式盤』、おみくじが発見された。冊子『呪法』の霊符は６０種ある。占い、真言密教、修験道、民間療法の気合術（気合・合気）は、近村の大東流合気柔術創始者武田惣角に伝えたといわれる。